# Gunnar Bergdahl
Gunnar Bergdahl, född 15 mars 1951 i Solna, Stockholms län, är en svensk kulturjournalist.
Gunnar Bergdahl är journalistutbildad och tilldelades 1995 Stora journalistpriset för sin medverkan i tidskriften Filmkonst. Han var chef för Göteborg Film Festival 1994–2002. Bergdahl var mellan 2003 och 2014 kulturchef på Helsingborgs Dagblad.

## Priser och utmärkelser
- 1994 – Axel Liffner-stipendiet
- 1995 – Stora journalistpriset för medverkan i tidskriften Filmkonst
- 1997 – Jurgen Schildt-priset
- 2002 – Guldbaggen för bästa dokumentärfilm för filmen Ljudmilas röst